# Bildtafel der Verkehrszeichen in der Deutschen Demokratischen Republik von 1956 bis 1964

Aufgrund langer Laufzeiten wurde ein wiederholtes Nachbearbeiten der handgefertigten DDR-Verkehrsschilder erforderlich, was im Laufe der Jahre ein charakteristisches Bild ergab.

Die Bildtafel der Verkehrszeichen in der Deutschen Demokratischen Republik von 1956 bis 1964 zeigt die Verkehrszeichen in der Deutschen Demokratischen Republik (DDR), wie sie durch die Straßenverkehrs-Ordnung (StVO) vom 4. Oktober 1956 als Verordnung über das Verhalten im Straßenverkehr (Straßenverkehrs-Ordnung – StVO –) vom Ministerrat der DDR eingeführt worden sind und durch Verordnung vom 23. November 1956 auch für Ost-Berlin gültig wurden.

In der DDR wurde das Sinnbild für Automobil zwischen 1956 und 1977 dreimal „modernisiert“.

Ostberliner Straßenszene vom Dezember 1963 mit Verkehrszeichen der Zeit von 1956 bis 1964: Bild 6 Schleudergefahr und Bild 29 Parkverbot. Das Zusatzzeichen wurde ab 1964 durch eine Warnfahne ersetzt.

Mit der Straßenverkehrs-Ordnung vom 4. Oktober 1956 setzte der Ministerrat einerseits die vorhergehende StVO aus dem Jahr 1937 außer Kraft, bestätigte aber andererseits auch viele ihrer grundsätzlichen Vorschriften in Wort und Bild. Insgesamt wurde auf neue Entwicklungen und Erkenntnisse im Straßenverkehr eingegangen und diese an die Verhältnisse in der Deutschen Demokratischen Republik angepasst. Der Zeitpunkt der Veröffentlichung der DDR-StVO von 1956 lag nur wenige Monate nach der Veröffentlichung einer Novelle der StVO von 1937 in der Bundesrepublik Deutschland. Ein Vergleich beider, im selben Jahr erschienener StVOs macht deutlich, dass etliche in der Bundesrepublik neu eingeführte Zeichen (vergleiche Bildtafel der Verkehrszeichen in der Bundesrepublik Deutschland von 1956 bis 1971) auch in der DDR-StVO erschienen. Interessant war unter anderem die vergleichbare, aber doch eigenständige Weiterentwicklung des Fahrtrichtungspfeils. Mit der StVO von 1956 übernahm die DDR grundsätzliche aktualisierte Vorgaben verschiedener internationaler Übereinkommen, wie das farbliche Erscheinungsbild des Pfeilbildes.
Befremden löste in rechtswissenschaftlichen Kreisen der DDR eine Aussage des Justizministeriums und der Staatsanwaltschaft aus, nach der „selbst ein fahrlässiger Verstoß eines Rad- oder Autofahrers oder Fußgängers im Großstadtverkehr gegen die Straßenverkehrsordnung ... ein Ausdruck des verschärften Klassenkampfes“ sei. Zur Glättung der Wogen teilte die „Kommission des Zentralkomitees zur Überprüfung von Angelegenheiten von Parteimitgliedern“ im SED-Zentralorgan „Neues Deutschland“ vom 21. Juni 1956 mit, dass Minister und Anwaltschaft „von lebensfremden Theoretikern“ verleitet worden waren.
Nachdem sich das Verkehrsaufkommen bis 1964 deutlich erhöhte, wurde zu diesem Zeitpunkt eine erneute Überarbeitung der StVO nötig.
Fahrtrichtungspfeil

Westdeutschland, 1953–1956
Westdeutschland, ab 1. Mai 1956–1971; mit geänderter Farbgebung bis 1992
DDR, 1934–1956
DDR, ab 4. Oktober 1956–1964

## Farben

Ostdeutsche Straßenszene am Neuen Tor in Neubrandenburg 1962. Die Beschilderung der StVO von 1956 übernimmt in ihrer handgemalten Ausführung an diesen hölzernen Wegweisern nicht die typographischen Normvorgaben.

Selbst Schilder, die bereits mit der Reichs-Straßenverkehrs-Ordnung von 1934 hätten ausgemustert sein müssen, waren 1961 im Straßenbild zu finden, wie das weiße Richtungsschild mit rotem Rand, das irgendwann zu einem Parkplatzhinweisschild wurde.

Nachdem sich die Verantwortlichen in der DDR von den nach dem Krieg in Westdeutschland weitergeführten Standards wie RAL und DIN lösen wollten, um unter anderem die Souveränität ihres Staates zu unterstreichen, gehörte es zu den großen Projekten des Landes, eine neue Industrienormierung voranzutreiben. Die Masse der alten Normen, die neu zu definieren waren, sowie die sich ständig ändernden Vorgaben durch Neuerungen in der Forschung und Technik machten dieses Werk zu einer Sisyphusarbeit. In der DDR wurde den DIN-Normen ab 1955 der Standard TGL (Technische Normen, Gütevorschriften und Lieferbedingungen) gegenübergestellt. Erst mit den am 1. Januar 1968 verbindlich eingeführten Vorgaben der TGL 10629 (Leiteinrichtungen für den Straßenverkehr) waren alle wesentlichen Normierungen rund um die Verkehrszeichen vollständig abgedeckt. Zur Zeit der Einführung der Straßenverkehrs-Ordnung von 1956 gehörte noch die Schilder- und Farbenwelt der Vorkriegszeit zum Alltagsleben. Die frühen Farbgebungen orientierten sich daher noch am RAL-Farbtonregister 840 R, das während des Krieges erschienen war. Mit der Typfarbkarte 5/62, die 1962 veröffentlicht wurde, kam eine erste DDR-eigene Farbnormierung zum Tragen.
Für die Verkehrszeichen fanden dabei folgende Farbtöne Verwendung:
- Typfarbkarte 5/62: 3000 „Rot“ (= keine Entsprechung im RAL = TGL 21196 (1969): 0605 „Signalrot“)
- Typfarbkarte 5/62: 1904 „Gelb“ (= keine Entsprechung im RAL = TGL 21196 (1969): 0209 „Chromgelb“)
- Typfarbkarte 5/62: 5903 „Blau“ (= keine Entsprechung im RAL = TGL 21196 (1969): 1553 „Dunkelblau“)

Das wahrnehmbare Spektrum der Farben im 1976 festgelegten CIE-Lab-Farbraum, gibt die am 1. März 1988 gültig gewordene TGL 21196 wieder. Zwar entstand diese TGL lange nach dem außer Kraft treten der StVO von 1964, doch wurden hier die TGL-Farbwerte erstmals in eine für Bildbearbeitungsprogramme verwertbare Form gebracht. So konnten die Farbwerte auch für die Abbildungen in diesem Artikel eingesetzt werden.
Die Grundfarben für die Verkehrszeichen der StVO waren lediglich mit den unspezifischen Bezeichnungen Rot, Gelb, Blau etc. definiert. Mit diesen Grundfarben konnte anhand der im November 1962 erschienenen TGL 0-6163 das gewünschte Farbspektrum definiert und die am nächsten liegende Farbe aus der Typfarbkarte gewählt werden. Die TGL 0-6163 fußte unmittelbar auf der westdeutschen DIN 6163 „Farben und Farbgrenzen für Signallichter“.

## Herstellung
Zu dieser Zeit wurden viele Schilder in langlebiger Emailletechnik hergestellt, wobei zumeist nur die Umrandung plastisch gefalzt wurde, um die Steifheit des Schildes zu erhöhen und damit ein Abplatzen des Emailles zu verhindern. Seltener kamen in dieser Technik Schilder vor, bei denen auch das Motiv erhaben dargestellt wurde. Ein Großteil der Zeichen wurde jedoch aus gewalzen Eisenblechplatten geschnitten, wobei die Motive von den Schildermalern meist mit Schablonen aufgebracht wurden. Beide Techniken – Schilder aus Eisenblech und feuerfester Emaille – wurden empfohlen. Da Eisenblech damals jedoch Mangelware war, wurden als Alternative Holzschilder, Eisenschilder und Schilder aus Kunststoff empfohlen.
Trotz Normvorgaben wichen diese Schablonen bei ein und demselben Motiv teilweise stark voneinander ab. Blechschilder waren zwar wesentlich billiger in der Herstellung als Emailleschilder, dafür aber nicht so lange haltbar. Aufgrund ihrer teilweise sehr langen Laufzeit mussten viele Zeichen mehrfach ausgebessert oder neu übermalt werden. Zumindest im ersten Fall konnten die Retuscheure nicht auf Schablonen zurückgreifen. Zusammen mit einer später zunehmenden Mangelwirtschaft, bei der auf Normfarben oftmals verzichtet werden musste, konnten damit Schilder nicht selten individualisierte Züge annehmen. Das galt auch für die typographisch gestalteten Wegweiser und Ortstafeln.
Um eine reflektierende Wirkung der Zeichen zu erreichen, wie es in Westdeutschland die damals schon länger verwendete selbstklebende Scotchlite-Reflexfolie tat, wurde deren Effekt nachgeahmt, indem die Hersteller kleinste Glaskügelchen in den noch feuchten Farbauftrag einstreuten, wobei die Haltbarkeit dieser Technik standortbedingt war. Andererseits hatten DDR-Ingenieure in den 1950er Jahren bereits einen eigenen Reflexbelag entwickelt, der für Verkehrszeichen und Leiteinrichtungen verwenden werden konnte.

## Anbringung
Die Befestigung der Zeichen hatte normalerweise mit eisernen Schellen an Rundpfosten aus Eisenrohr mit einem Durchmesser von acht Zentimeter zu erfolgen. Sie konnten aber auch an Straßenlaternen, Verkehrsmasten und ähnlichem befestigt werden. Wegweiser hatten in der Dunkelheit beleuchtet zu sein. Diese Beleuchtung sollte Teil der öffentlichen Beleuchtung sein. Emaille-Schilder sollten vor ihrer Aufstellung auf einem Brett mit Holzschrauben und Gummiunterlage befestigt werden. Mit dieser Unterlage sollte ein Abplatzen der Emaille während des Schraubenanziehens verhindert werden.

## I. Warnzeichen

Bild 1 Allgemeine Gefahrstelle (Fahrgeschwindigkeit stark vermindern!)
Bild 2 Querrinne (Fahrgeschwindigkeit stark vermindern!)
Bild 3 Kurve (Fahrgeschwindigkeit stark vermindern!)
Bild 4 Kreuzung
Bild 5 Starkes Gefälle (Kraftfahrer! Rechtzeitig schalten!)
Bild 6 Schleudergefahr (Fahrgeschwindigkeit stark vermindern!)
Bild 7 Einengung der Fahrbahn
Bild 8 Übergang für Fußgänger
Bild 9 Baustelle (Fahrgeschwindigkeit stark vermindern!)
Bild 10 Kinder (Äußerste Vorsicht! Langsam fahren)
Bild 11 Beschrankter Bahnübergang
Bild 12 Unbeschrankter Bahnübergang
Bild 13 Dreistreifige Bake (beschrankt links 240 m vor dem Bahnübergang)
Bild 13 a Dreistreifige Bake (unbeschrankt rechts 240 m vor dem Bahnübergang)
Bild 14 Zweistreifige Bake (links 160 m vor dem Bahnübergang)
Bild 15 Einstreifige Bake (rechts 80 m vor dem Bahnübergang)
Bild 16 Beschrankter Bahnübergang
Bild 17 Unbeschrankter Bahnübergang (eingleisig)
Bild 17 a Unbeschrankter Bahnübergang (eingleisig mit Haltlichtanlage)
Bild 18 Unbeschrankter Bahnübergang (mehrgleisig)

## II. Verbotszeichen

Bild 19 Verkehrsverbot für Fahrzeuge aller Art
Bild 19 a Verkehrsverbot für Durchgangsverkehr
Bild 19 b Verkehrsverbot für Fahrzeuge aller Art (frei für Anlieger)
Bild 20 Verbot einer Fahrtrichtung oder Einfahrt
Bild 21 Verkehrsverbot für mehrspurige Kraftwagen
Bild 22 Verkehrsverbot für Krafträder
Bild 23 Verkehrsverbot für Kraftwagen und Krafträder
Bild 24 Verkehrsverbot für Kraftwagen an Sonn- und Feiertagen
Bild 25 Verkehrsverbot für Krafträder an Sonn- und Feiertagen
Bild 26 Verkehrsverbot für Radfahrer
Bild 27 Verkehrsverbot für Radfahrer an Sonn- und Feiertagen
Bild 28 Verkehrsverbot für Gespannfahrzeuge
Bild 29 Parkverbot
Bild 30 Halteverbot
Bild 31 Verkehrsverbot für Fahrzeuge über eine bestimmte Breite
Bild 32 Verkehrsverbot für Fahrzeuge über eine bestimmte Höhe
Bild 33 Verkehrsverbot für Fahrzeuge über ein bestimmtes Gesamtgewicht
Bild 34 Geschwindigkeitsbeschränkung
Bild 34a Ende der Geschwindigkeitsbeschränkung
Bild 35 Überholverbot für Kraftfahrzeuge untereinander
Bild 36 Vorfahrt auf der Hauptstraße beachten!
Bild 36 a Vorfahrt der Straßenbahn beachten!
Bild 37 Halt! Vorfahrt auf der Hauptstraße beachten!
Bild 38 Zollstelle (Halt für alle Verkehrsteilnehmer)

## III. Gebotszeichen

Bild 39 Einbahnstraße (Benutzung nur in Pfeilrichtung gestattet)
Bild 40 Geradeaus
Bild 40 a Rechts
Bild 40 b Rechts abbiegen
Bild 40 c Geradeaus oder rechts abbiegen
Bild 40 d Links
Bild 40 e Links abbiegen
Bild 40 f Geradeaus oder links abbiegen
Bild 40 g Rechts oder links abbiegen
Bild 41 Kreisverkehr (Vorgeschriebene Fahrtrichtung rechts, Vorfahrt der Fahrzeuge im Kreisverkehr beachten)
Bild 42 Radweg (Gebot für Radfahrer, Verbot für alle anderen Verkehrsteilnehmer)
Bild 43 Gehweg (Gebot für Fußgänger, Verbot für alle anderen Verkehrsteilnehmer)
Bild 44 Parkplatz
Bild 45 Vorsichtszeichen
Bild 45 Vorsichtszeichen „Schule“, Beispiel für die Nutzung des Zeichens
Bild 46 Hilfsposten

## IV. Hinweiszeichen

Bild 47 Zeichen für die Hauptverkehrsstraße
Bild 47 a Ende der Hauptverkehrsstraße
Bild 48 Schnellstraße „Anfang“
Bild 48 a Schnellstraße „Ende“
Bild 49 Nummernschild für Fernverkehrsstraßen
Bild 50 Wegweiser für Fernverkehrsstraßen
Bild 51 Wegweiser für sonstige befestigte Straßen
Bild 52 Wegweiser für unbefestigte Straßen
Bild 53 Ortstafel (Vorderseite in Fahrtrichtung rechts am Ortseingang aufgestellt)
Bild 53 a Ortstafel (Rückseite in Fahrtrichtung links am Ortsausgang aufgestellt)
Bild 54 a Vorwegweiser
Bild 54 b Vorwegweiser vor Straßenkreuzungen und Abzweigungen
Bild 54 c Vorwegweiser
Bild 54 d Vorwegweiser
Bild 54 e Vorwegweiser
Bild 54 f Vorwegweiser

## V. Verkehrsleiteinrichtungen

Bild 53 Signalscheiben auf Drehgestellen zur Verkehrsregelung bei halbseitigen Sperrungen
Bild 55 Tafel für Umleitung des Verkehrs auf Fernverkehrsstraßen oder Straßen I. und II. Ordnung
Bild 56 Umleitung (Wegweiser im Verlauf der Umleitungsstrecke)

## Leitsteine und Leitpflöcke
Die Bestimmungen der Vorläufigen Richtlinien für den Ausbau der Landstraßen (RAL 1937) vom Dezember 1942 galten in der DDR weiter. Sie wurden lediglich textlich leicht modifiziert, wie das Fachbuch Linienführung im Straßenbau vom März 1956 bestätigt. Danach sollten die „Leitsteine“ möglichst aus hellem und wetterbeständigen Naturstein hergestellt werden. Betonsteine sollten nur in Ausnahmefällen Verwendung finden, beispielsweise wenn Natursteine fehlten oder deren Frachtkosten zu hoch seien. Es galten auch weiterhin die bereits 1942 festgelegten Sicherungen für den Verkehr:
1. Leitsteine und Leitpflöcke,
2. Baumspiegel,
3. Schutzanlagen (Geländer und Brüstungen),
4. Trennstriche.
Wie die konkreten Angaben in dem Fachbuch Linienführung im Straßenbau beweisen, blieben die Abmessungen der Steine und ihre farbliche Gestaltung identisch, wobei auf eine Abbildung – wie 1942 – verzichtet werden konnte.

Leitsteine nach Tafel VIII zu RAL 1937 vom Dezember 1942
Leitpflock in der sowohl für Westdeutschland als auch für die DDR identischen Ausführung

## Haltestellenzeichen für Straßenbahnen und Kraftfahrlinien
Die Zeichen Haltestelle für Straßenbahnen und Haltestelle für Kraftfahrlinien wurden ursprünglich im Reichsverkehrsblatt (RVkBl) 1939 veröffentlicht, sind in der Straßenverkehrs-Ordnung jedoch nicht enthalten gewesen. Die Verordnung aus dem Reichsverkehrsblatt mit den dort enthaltenen Haltestellenzeichen für Straßenbahnen blieb durch die am 1. April 1960 in Kraft getretene neue Verordnung über den Bau und Betrieb der Straßenbahnen (BOStrab) vom 8. Dezember 1959 unberührt. Die neue BOStrab stellte lediglich die Vorgängerverordnung von 1937 außer Kraft. In ihren Anlagen bestätigte die BOStrab von 1959 die bisherigen Haltestellenzeichen für Straßenbahnen. Auch das Haltestellenzeichen für Kraftfahrlinien galt in der bekannten Form weiter.
- Signal St 1
(BOStrab 1958)
Haltestellenzeichen für Straßenbahnen
(Durchmesser 350 mm)
− RVkBl 1939 −
- Signal St 1
(BOStrab 1958)
Haltestellenzeichen für Straßenbahnen
(Durchmesser 450 mm)
− RVkBl 1939 −
- Haltestellenzeichen für Kraftfahrlinien
(Durchmesser 250 mm)
− RVkBl 1939 −

Haltestellenzeichen für Kraftfahrlinien (Durchmesser 350 mm) − RVkBl 1939 −
Signal St 1 (BOStrab 1958) Haltestellenzeichen für Straßenbahnen (Durchmesser 450 mm) − RVkBl 1939 −
Haltestellenzeichen für Kraftfahrlinien (Durchmesser 250 mm) − RVkBl 1939 −
Haltestellenzeichen für Kraftfahrlinien (Durchmesser 350 mm) − RVkBl 1939 −
Signal St 3 Doppelhaltestelle (BOStrab 1959) Haltestellenzeichen für Straßenbahnen (Doppelhaltestelle) − RVkBl 1939 −

- Signal St 3
Doppelhaltestelle
(BOStrab 1959)
Haltestellenzeichen für Straßenbahnen (Doppelhaltestelle)
− RVkBl 1939 −

## Bis 1964 nachträglich verordnete Bilder sowie zusätzliche Neuerungen
Die Erste Durchführungsbestimmung zur Straßenverkehrsordnung vom 15. November 1961 gab vor, dass Regulierungsposten der Nationalen Volksarmee zusätzlich zu den Verkehrsposten der
Deutschen Volkspolizei regelnd in den Verkehr eingreifen durften. Die Soldaten hatten Stahlhelm und rote Armbinde zu tragen. Weisungen und Zeichen waren mit roten oder gelben Signalflaggen nach Anlage 1 Bild B zu geben, bei Dunkelheit oder schlechter Sicht waren grüne, gelbe oder rote Lichtsignale einzusetzen. Mit der Verkündigung am 24. Januar 1962 trat diese Bestimmung in Kraft.

## Autobahnzeichen
Die Autobahnzeichen waren in diesem Zeitabschnitt noch nicht Teil der Straßenverkehrs-Ordnung und wurden gesondert geregelt. Da die großen Autobahntafeln zu dieser Zeit noch von verschiedenen Schildermalern mit der Hand gemalt wurden, wichen die Texte und Zeichnungen optisch voneinander ab. Die blauen Zeichen übernahmen in ihrer Ausführung die Normen der Vorkriegszeit.

Einfahrt zur Autobahn (1959)
Ausfahrt von der Autobahn (1959)
Ankündigungstafel Abzweigung (1959)
Vor einer Ausfahrt steht folgendes Schild: 1000 m (1959)
Vor einer Ausfahrt steht folgendes Schild: 1000 m (1950er Jahre)
Achtung! Wildwechsel auf 700 m (1959)
Bake: 600 Meter zur Ausfahrt
Bake: 400 Meter zur Ausfahrt
Bake: 200 Meter zur Ausfahrt
Verkehrsregelung bei Sperrung einer Fahrbahn in 450 m (1959)
Verkehrsregelung bei Sperrung einer Fahrbahn in 300 m (1959)
Verkehrsregelung bei Sperrung einer Fahrbahn Gegenverkehr in 150 m (1959)
Verkehrsregelung bei Sperrung einer Fahrbahn Gegenverkehr (1959)